# MikuMikuDance
MikuMikuDance (thường được viết tắt là MMD) là một chương trình 3D miễn phí cho phép người dùng làm những hình ảnh động và tạo phim hoạt hình 3D, ban đầu được sản xuất cho nhân vật Vocaloid Hatsune Miku. Chương trình MikuMikuDance đã được Yu Higuchi (HiguchiM) lập trình và đã trải qua những nâng cấp đáng kể kể từ khi được tạo ra. Việc sản xuất của nó được thực hiện như một phần của Dự án Video quảng cáo VOCALOID (VPVP)

## Tổng quát
Phần mềm cho phép người dùng nhập mô hình 3D vào một không gian ảo có thể di chuyển và hoạt hình tương ứng. Vị trí của các hình 3D có thể dễ dàng thay đổi, biểu cảm khuôn mặt có thể được điều chỉnh dễ dàng (miễn là mô hình có hình thái để sử dụng) và dữ liệu chuyển động áp dụng vào mô hình để làm cho nó di chuyển. Cùng với các chức năng này cho các mô hình, phụ kiện, giai đoạn và nền có thể được thêm vào để tạo môi trường và các hiệu ứng như thấu kính và AutoLum (hiệu ứng làm cho mọi thứ phát sáng và sáng lên) có thể được áp dụng miễn là MikuMikuEffect (MME) plugin được cài đặt vào giao diện. Âm thanh và âm nhạc cũng có thể được thêm vào để tạo ra các video âm nhạc, phim ngắn và những câu chuyện do người hâm mộ tạo ra.  Dữ liệu chuyển động được sử dụng để làm động các ký tự và dữ liệu tư thế chủ yếu được sử dụng để tạo ảnh chụp màn hình có thể được xuất ra dưới dạng tệp.vmd (Vocaloid Motion Data) và tệp.vpd (Vocaloid Pose Data). Các tệp đã xuất sau đó có thể được nhập vào các dự án khác được tạo bằng phần mềm có thể sử dụng các loại tệp.  Điều này cho phép người dùng chia sẻ dữ liệu với người dùng khác. 
Phần mềm cũng sử dụng công cụ vật lý Bullet.  Người dùng cũng có thể sử dụng Kinect của Microsoft để ghi lại chuyển động .Tạo bóng bản đồ, hiển thị ảnh chụp màn hình ở một số định dạng tệp hình ảnh và kết xuất phim đầy đủ ở định dạng tệp.avi cũng có hỗ trợ.
Ngoại trừ một vài kiểu máy, giai đoạn, dữ liệu chuyển động và phụ kiện đi kèm với phần mềm khi tải xuống, tất cả nội dung, bao gồm cả mô hình 3D, được phân phối bởi người dùng, có nghĩa là tất cả các quy tắc và hạn chế (hoặc thiếu) khác nhau tùy theo từng trường hợp tới trường hợp. Hầu hết các quy tắc của các mô hình có thể được tìm thấy trong tệp Readme của nó, có thể là.txt, pdf hoặc tệp trang web.  Người sáng tạo, HiguchiM, đã tuyên bố rằng ông không thể đưa ra lời hứa nào về cách các mô hình quạt của người dùng khác có thể hoặc không thể được sử dụng và được miễn mọi trách nhiệm liên quan đến chủ đề này. Các mô hình được tạo bởi người dùng khác thường có sẵn cho công chúng  Tải xuống. Vì MikuMikuDance chỉ là một phần mềm tạo hình và hoạt hình, các nhà tạo mô hình sử dụng phần mềm mô hình 3D, như Blender hoặc Metasequoia, để tạo mô hình và bản đồ UV, trong khi phần lớn chuyển đổi sang nền tảng MMD (như hình thái khuôn mặt, xương và cơ thể vật lý) được thực hiện với một chương trình dành riêng cho chuyển đổi mô hình MMD, PMD Editor hoặc trình soạn thảo PMX kế nhiệm của nó.
Bản thân phần mềm đi kèm với một số lượng nhỏ các mô hình Vocaloid nổi tiếng và lưới vô hình, có thể gắn các hiệu ứng hạt trong MME, một giai đoạn, một số phụ kiện và hai mẫu MMD có thể làm, dưới dạng  tập tin.pmm; loại tệp mà các dự án MMD được lưu dưới dạng.  Phần mềm ban đầu chỉ được phát hành bằng tiếng Nhật; tuy nhiên một phiên bản tiếng Anh đã được phát hành vào một ngày sau đó. Các video sử dụng phần mềm này thường xuyên được xem trên các trang web như Nico Nico Douga và YouTube và rất phổ biến đối với người hâm mộ và người dùng Vocaloid. Một tạp chí đưa ra các mô hình độc quyền với mọi vấn đề cũng được sản xuất do sự phổ biến này. Một số mô hình cho Vocaloid cũng có thể được sử dụng cho nhạc Vocaloid, sẽ được sử dụng bởi các phòng thu làm việc với phần mềm Vocaloid.
Nhiều người cũng mua các tạp chí Windows 100% cung cấp các mô hình dành riêng cho công chúng. Chúng xuất hiện mỗi tháng một lần và do sự phổ biến, những người sáng tạo mô hình đang đưa ra các mô hình bí mật, cũng như các mô hình mà mọi người đã trả tiền. Hầu hết trong số này có xu hướng là Vocaloid hoặc các mô hình không có chủ bản quyền cụ thể.
Vào ngày 26 tháng 5 năm 2011, việc cập nhật phần mềm liên tục đã kết thúc và phiên bản cuối cùng được phát hành. Trong một tuyên bố kết thúc, người sáng tạo đã để phần mềm trong tay người hâm mộ để tiếp tục xây dựng. Mặc dù vậy, mã nguồn vẫn chưa được phát hành và nhà phát triển không có ý định làm như vậy, khiến mọi người không thể tiếp tục xây dựng dựa trên phần mềm gốc. Tuy nhiên, có những chương trình thay thế cung cấp chức năng tương tự, chẳng hạn như MikuMikuMoving ("thay thế" của MMD được cập nhật thường xuyên và nhiều tính năng của MMD, cũng như các định dạng tệp mới duy nhất cho chương trình, hỗ trợ cho phần đầu Oculus Rift- màn hình được gắn và giao diện người dùng mới, trong số các tính năng khác), và phần mềm miễn phí, Blender.
Từ đó đến nay, đã có một số bổ sung cho phiên bản MMD 7.39, chủ yếu là bổ sung phiên bản x64, chạy tốt hơn phiên bản thường và được thiết kế để sử dụng sức mạnh của máy tính 64 bit mà máy tính 32 bit thiếu.  Điều này dẫn đến hiệu suất tốt hơn, thời gian kết xuất nhanh hơn và chất lượng cao hơn, để đặt tên cho một số.  Tuy nhiên, vào ngày 1 tháng 6 năm 2013, người tạo ra MikuMikuDance đã bắt đầu phát hành bản cập nhật cho chương trình rất đột ngột.  Sau khi anh bắt đầu phát hành bản cập nhật một lần nữa, đã có 20 phiên bản mới và phiên bản 64 bit của chúng.  Trước ngày 1 tháng 6, phiên bản mới nhất là 7.39, được phát hành vào ngày 26 tháng 5 năm 2011. MMD ver. 7.39 đã nhận được một số cập nhật chương trình giữa lần phát hành đầu tiên và thời gian của ver. Bản phát hành 7,39m.  Hầu hết các bản cập nhật này chỉ được thực hiện để tăng khả năng tương thích với các mẫu.pmx mới hơn, tiên tiến hơn.  Không rõ tại sao người sáng tạo lại bắt đầu chỉnh sửa phần mềm. Vào ngày 10 tháng 12 năm 2019, phiên bản 9.32 đã được phát hành, đây là phiên bản mới nhất.
Vào tháng 12 năm 2014, Sekai Project thông báo rằng họ đã xin phép phát hành MikuMikuDance trên Steam. Tuy nhiên, kể từ tháng 2 năm 2018, nó vẫn chưa được phát hành.
Bộ phim truyền hình anime đầu tiên được sản xuất hoàn chỉnh với phần mềm, Straight Title Robot Anime, được công chiếu vào ngày 5 tháng 2 năm 2013.

## Bản quyền
Phần mềm được phát hành dưới dạng phần mềm miễn phí. Các mô hình của các nhân vật Vocaloid được cung cấp cùng với phần mềm phải tuân theo Giấy phép nhân vật của Piapro và không được phép sử dụng mà không được phép vì lý do thương mại. Mặc dù phần mềm được phân phối tự do, các mô hình được phát hành độc lập với phần mềm có thể không phải là - các mô hình được sản xuất ban đầu, dữ liệu chuyển động và cảnh quan có thể phải tuân theo các quy tắc riêng của người tạo. Chương trình không bao gồm tiêu chuẩn tất cả các nhân vật Vocaloid, nhưng nó bao gồm Hatsune Miku, Kagamine Rin, Kagamine Len, Kaito, Meiko và Megurine Luka; và mặc dù Yowane Haku và Akita Neru không phải là Vocaloid chính thức, họ trở nên nổi tiếng đến mức Crypton chính thức cấp phép và thêm họ vào Project Diva.